# Esaù de' Buondelmonti

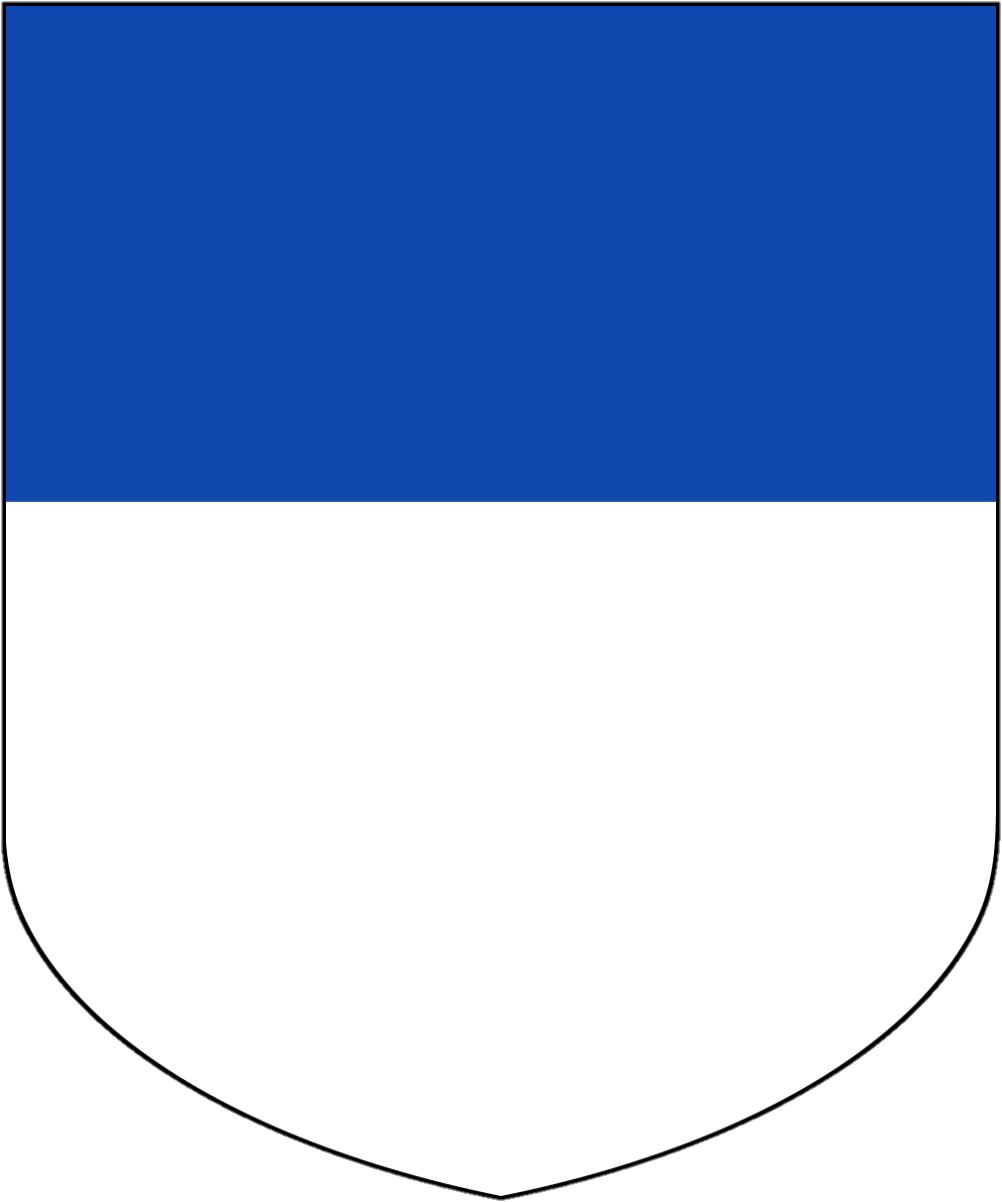
Stemma araldico della famiglia Buondelmonti (XIII sec.).

Esaù de' Buondelmonti (in greco Ησαύ Μπουοντελμόντ?; ... – 6 febbraio 1411) fu il despota di Giannina e dell'area circostante dell'Epiro centrale dal 1385 alla sua morte.

## Biografia
Esaù era figlio del nobile fiorentino Manente Buondelmonti e Lapa Acciaiuoli, sorella di Niccolò Acciaiuoli di Corinto. Era venuto in Grecia per cercare il successo come i suoi parenti Acciaiuoli, ma nel 1379 era stato catturato in battaglia contro Thomas Preljubović nell'Epiro. Dopo aver trascorso diversi anni di prigionia, Esaù riuscì a sfuggire al suo carceriere sposando la vedova di quest'ultimo, Maria Angelina Ducena Paleologa nel febbraio 1385.
Invertì le politiche impopolari del tiranno Thomas, richiamando i nobili esiliati e ripristinando Matteo, il vescovo di Giannina. Il nuovo sovrano perseguì una politica di pacificazione, e cercò accordi sia con i clan albanesi che con i Bizantini. Nel 1386 giunse a Giannina un'ambasciata bizantina che lo investì della dignità di corte di despota. Anche se Esaù era completamente indipendente da Costantinopoli, questo riconoscimento contribuì a rafforzare e legittimare la sua posizione.
Ebbe però difficoltà a raggiungere un accordo con gli albanesi. Nel 1385 Gjin Bua Shpata, despota di Arta, avanzò verso Giannina, ma Esaù riuscì ad approntare le difese in modo così efficace, che il capo albanese decise di ritirarsi. Fu costretto a seguire la politica di Thomas nel cercare sostegno presso gli Ottomani contro gli albanesi, recandosi alla corte del sultano Murad I per rendergli omaggio nel 1386. Questa alleanza portò una tregua ai combattimenti in Epiro, ma il conflitto riprese di nuovo dopo la Battaglia del Kosovo e la morte di Murad nel 1389. Ancora una volta Giannina venne minacciata, e ancora una volta Esaù riuscì ad ottenere il supporto degli ottomani.
Tornato a Giannina, dopo 14 mesi (1399-1400) trascorsi presso la corte ottomana di Bayezid I, Esaù venne sostenuto dal comandante ottomano Evrenos Bey e rapidamente sconfisse gli albanesi. Questa operazione gli fruttò quattro anni di pace, interrotti solo alla fine da un conflitto con la  Repubblica di Venezia per un porto contestato. La morte di Maria, nel dicembre 1394, fu seguita da un nuovo conflitto con Gjin Bua Shpata, che fu risolto per via diplomatica. Nel gennaio del 1396, Esaù sposò la figlia di Shpata, Irene, come parte dell'accordo di pace. Ma la pace  rimase precaria. Non più bisognoso del sostegno turco, Esaù li attaccò e li sconfisse, sempre più fiducioso del suo potere.
Nel 1399 Esaù, sostenuto da alcuni clan albanesi, marciò contro il fratellastro di sua moglie, Giovanni Sarbissa di Argirocastro. Fu sconfitto e catturato, e gran parte delle sue terre vennero occupate dagli Zenevisi. I capi vicini, determinati a ripristinare il despota catturato, ottennero l'intercessione veneziana a suo favore. Esaù tornò a Giannina nel 1400, e regnò in relativa tranquillità fino alla sua morte, avvenuta il 6 febbraio 1411.

## Famiglia
Esaù non sembra aver avuto figli dalla sua prima moglie Maria Angelina Ducena Paleologa o dalla sua seconda moglie Irene Bua Spata. Con la sua terza moglie Jevdokija Balšić ebbe tre figli, tra cui:
- Giorgio de' Buondelmonti, che gli succedette, poco dopo, come sovrano di Ioannina, prima di essere deposto dalla nobiltà locale, che si arrese a Carlo I Tocco.